# Phragmipedium chapadense
Phragmipedium chapadense är en orkidéart som beskrevs av Marcos Antonio Campacci och R.Takase. Phragmipedium chapadense ingår i släktet Phragmipedium och familjen orkidéer. Inga underarter finns listade i Catalogue of Life.

## Bildgalleri

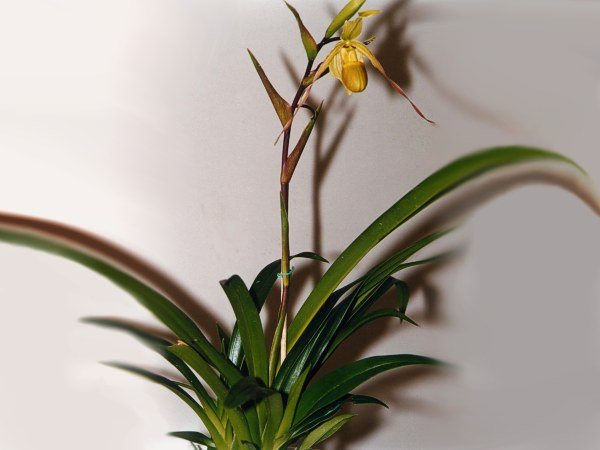
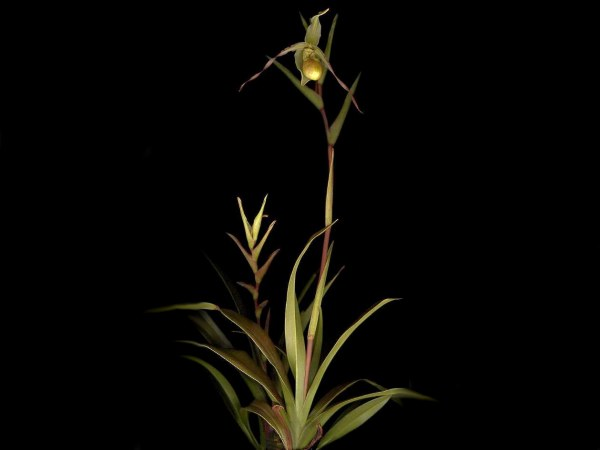
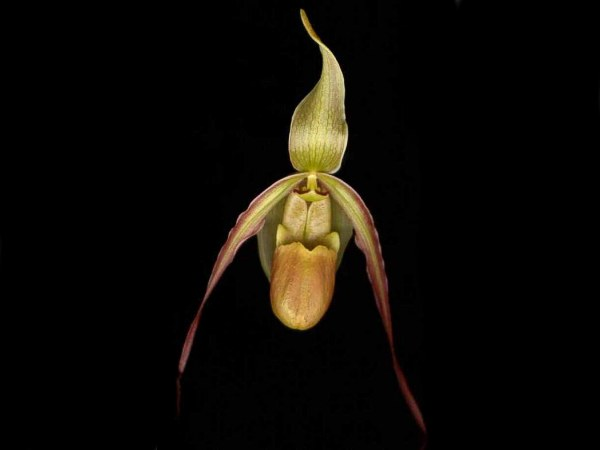
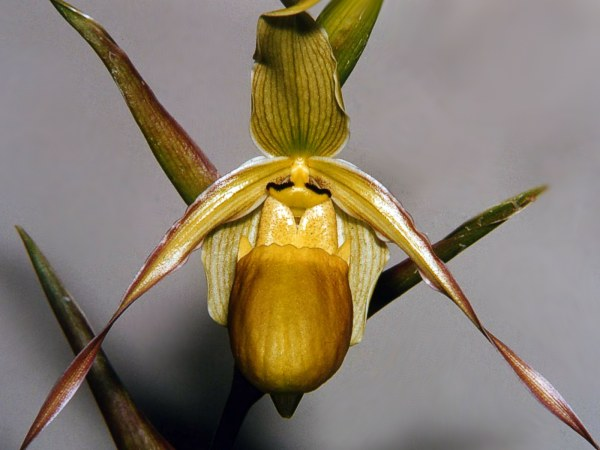